# Vampire Hunter D: Bloodlust
Vampire Hunter D: Bloodlust (バンパイアハンターD lit. Cazador de vampiros D: Sed de sangre?), es una película animada japonesa estrenada en el 2001, de ciencia ficción y acción; escrita y dirigida por Yoshiaki Kawajiri producida por Madhouse y distribuida por Urban Vision Entertainment. Esta cinta basa su guion en Demon Deathchase, la tercera novela de la serie Vampire Hunter D de Hideyuki Kikuchi.

## Argumento
Una muchacha llamada Charlotte es secuestrada por el barón Meier Link, un noble vampiro conocido por no dañar a los humanos innecesariamente. El padre de Charlotte, John Elbourne, contrata a D, un dhampir cazarrecompensas, para rescatarla o matarla piadosamente si se ha convertido en vampiro. Elbourne ofrece a D $500.000 como anticipo y otros $10.000.000 si realiza el trabajo. D hace que Elbourne duplique el pago y accede a buscar a Charlotte. Al mismo tiempo, Alan, el hermano mayor de Charlotte contrata a otro grupo de cazadores de vampiros, los hermanos Marcus, compuesto por el líder Borgoff, un hombre corpulento llamado Nolt, un maestro de cuchillas llamado Kyle, un psíquico discapacitado llamado Grove y una pistolera llamada Leila. 
D localiza el escondite de Meier Link pero no llega a tiempo para evitar que escape en su carruaje con la muchacha hasta el territorio de los Barbarois, durante la persecución Leila es herida y se hace evidente que Charlotte no desea ser rescatada y está de parte del vampiro. Antes de seguir tras su presa, D atiende las heridas de Leila quien se muestra molesta por haber sido ayudada por un dhampir.
En la guarida de los Barbarois, que son una tribu de letales mercenarios con poderes sobrenaturales, Meier contrata a un grupo de guardaespaldas integrados por Caroline, una cambiaforma; Benge, un manipulador de sombras y Mashira, un hombre lobo. Durante una pelea con Benge, Nolt muere y el grupo inyecta a Grove una droga que lo deja al borde de la muerte pero le permite proyectar su alma fuera de su cuerpo, atacando a los Barbarois con sus poderes extrasensoriales hasta que llega a su limite y debe ser reanimado. Durante la pelea los hermanos Markus logran asesinar a Benge pero su vehículo es averiado y mientras lo reparan Leila decide alcanzar a D en un pueblo donde él intenta comprar un caballo para reemplazar el que murió en la batalla.
Ya que los dhampir son discriminados tanto por los humanos como por los vampiros, Leila aprovecha y caldea los ánimos del pueblo para que ataquen a D, cuando el sheriff y sus hombres se disponen a echarlo, el anciano dueño de los establos protesta por este trato sin sentido y les narra como décadas atrás un vampiro secuestró niños y el pueblo contrató a un dhampir para que los salvara, sufriendo mucho para volver con ellos a salvo, pero como pago la gente del pueblo lo linchó y echó del lugar; sin embargo, al ver que la gente aprueba este actuar, el anciano los amenaza con un arma, ganando tiempo para que D pueda marcharse mientras revela que no solo él fue uno de los niños secuestrados sino que el dhampir era D y él ha vivido avergonzado toda su vida por lo que le hicieron, hasta ahora, que por fin puede devolverle el favor. Leila, tras oír la historia, comienza a ver a D con más respeto.
Mientras el grupo de Meier Link descansa en un oasis, D y Leila los alcanzan y hablan con Charlotte quien les confirma que no fue secuestrada y que ama al vampiro, aun así D explica que esto es irrelevante ya que en el momento que Meier se vea afectado por la sed de sangre la asesinará aunque no lo desee; en el enfrentamiento subsiguiente los cazadores son atacados por Caroline y logran eliminarla, pero cuando el dhampir colapsa por haber permanecido demasiado tiempo expuesto al sol deben descansar. Mientras se recupera, Leila le explica que se volvió cazadora para vengar la muerte de su madre, quien fue convertida en vampiro y linchada por la gente de su pueblo; los dos intercambian una promesa: ya que ambos carecen de seres queridos o gente que lamente su partida, cuando alguno muera, el otro le llevará flores a su tumba.
Kyle y Borgoff colocan una trampa con bombas en un puente para recuperar a Charlotte, pero cuando están a punto de llevársela, Meier sale del carruaje y los enfrenta a pesar de tener que exponerse a la luz del día. Charlotte, incapaz de soportar verlo arder y ser acribillado por los cazadores, corre hacia él con la intención de morir con su amado. Mashira logra detener a los hermanos Markus quitando las bombas y arrojándolas al agua; posteriormente Kyle muere a manos del hombre lobo. 
Se revela que el objetivo de Meier es llegar al Castillo de Chaythe, propiedad de la vampiresa Carmilla, la condesa sangrienta, quien les ha ofrecido ayuda para que puedan huir y estén juntos. Carmilla muestra a los dos enamorados una nave espacial tan antigua que no es seguro que despegue, pero que de hacerlo, los llevaría a la Ciudad de la Noche, un asentamiento espacial donde podrían vivir juntos y felices sin importar ser de diferentes especies.
Después que D mata a Mashira en un duelo, y al descubrir el destino de la pareja, el parásito sirviente en su mano izquierda le revela que Carmilla es realmente el fantasma de un poderoso vampiro que vivió en la era donde los vampiros eran los soberanos indiscutibles. Sin embargo, su sed de sangre y codicia estaban fuera de control a tal punto que el padre de D, el rey y dios de los vampiros, la mató disgustado por su comportamiento.
D y los hermanos Marcus llegan al Castillo de Chaythe, donde Carmilla los engaña mostrándoles ilusiones que les hacen bajar la guardia y Borgoff es convertido en un vampiro que intenta asesinar a Leila, siendo salvada por Grove, quien se inyecta una sobredosis y se sacrifica haciendo explotar su forma espiritual para matar a Borgoff y protegerla; esto deja a Leila como única miembro sobreviviente de su equipo mientras continúa buscando a Charlotte en el castillo. Carmilla manipula la mente de D y le muestra una visión de su madre en la que se disculpa con él por haberlo dado a luz como dhampir y afirma que no pudo evitarlo ya que amaba a su padre. D destruye esta visión con su espada y regresa a la realidad.
Tras asesinar a Meier Link, Carmilla revela que sus verdaderas intenciones son desangrar a Charlotte y bañar su cadáver seco con la sangre virgen de la joven para resucitar. D y Meier, quien logró revivir gracias a sus poderes regenerativos, destruyen al fantasma de Carmilla y su cuerpo, pero no a tiempo para evitar la muerte de Charlotte.
D, todavía con un trabajo que hacer desea llevar el cadáver de Charlotte a casa, por lo que se enfrenta a Meier Link quien descorazonado no desea separarse del cuerpo de su amada. Finalmente D apuñala a Meier Link en el pecho con su espada pero, al comprender que los sentimientos de Meier eran puros, intencionalmente evita su corazón y solo se lleva el anillo de la muchacha como prueba de su muerte para su familia. Junto con Leila, abandonan el castillo que comenzó a desmoronarse mientras Meier Link despega hacia la Ciudad de la Noche con el cuerpo de Charlotte a bordo, mientras Leila interpreta como una señal de esperanza el que la nave despegara exitosamente a pesar de su antigüedad.
Muchos años después, D observa desde lejos el funeral de una anciana rodeada de su numerosa familia y amigos. Una niña que se revela como la nieta de Leila se acerca y saluda a D, reconociéndolo por las historias que su difunta abuela le contó sobre él y lo invita a quedarse con su familia por un tiempo. D se niega cortésmente, explicando que simplemente vino a pagarle un favor a una vieja amiga, que temía que nadie llorara su muerte, admitiendo alegrarse de ver que estuviera equivocada. La niña le da las gracias y D responde sonriéndole suavemente mientras se marcha en su caballo.

## Reparto
- D: es un dhampir: Hijo de una humana y del rey y señor de todos los vampiros. De él solo se sabe que es cazador de vampiros y criaturas de la noche; lo que le ha dado cierto reconocimiento. Vive atormentado porque no desea ser un vampiro, pero tampoco es aceptado por los humanos. Tiene un parásito parlante que habita su mano izquierda.
- Leila: Cazadora de vampiros y compañera de los Hermanos Markus. Rápida y letal, su arma es una gran pistola. Siente curiosidad por D.
- Meier Link: Vampiro aristócrata que secuestra a Charlotte. Es un barón vampiro poderoso, temible pero amable que evita alimentarse de humanos.
- Charlotte Elbourne: Hija del hacendado John Elbourne y hermana menor de Alan Elbourne. Secuestrada por Meier Link, su familia ofrece una jugosa recompensa a quien la regrese a casa, posteriormente se descubre que huyó con Meier por voluntad propia ya que ambos están enamorados.
- Borgoff Markus: Cazador de vampiros y líder del equipo que forma junto a sus otros hermanos. De gran tamaño, es temerario, violento y usa una ballesta con flechas de plata.
- Nolt Markus: Cazador de vampiros y hermano medio del anterior. Hombre de pocas palabras y de tamaño considerable, su arma es un martillo de batalla.
- Kyle Markus: Cazador de vampiros y hermano menor de los anteriores. Hombre irresponsable y despreocupado, utiliza cuchillos como arma.
- Grove Markus: Cazador de vampiros y el más joven de los hermanos. Es enfermizo y vive postrado en una cama, puede proyectar su alma fuera de cuerpo para combatir, pero el proceso es peligroso para su salud. Siente un intenso cariño por Leila.
- Mano izquierda: Entidad parásita con forma de rostro humano que se encuentra implantado en la palma izquierda de D, posee muchos conocimientos y habilidades, le fue heredado por su padre para que lo acompañe, lo aconseje, apoye en batalla y ayude a sobrellevar su debilidad al sol y la sed de sangre. Siempre recrimina a D por sus decisiones arriesgadas.
- Carmilla: Vampira antigua y poderosa conocida como la condesa sangrienta por su crueldad y perversidad, fue tanta su maldad que el mismo rey vampiro se vio obligado a ponerle fin a su sed de sangre. Su espíritu aún habita en su castillo desde donde manipula a potenciales víctimas mediante engaños e ilusiones con el objetivo de recuperar su cuerpo y volver a la vida otra vez.
- Benge: Demonio manipulador de sombras capaz de camuflarse entre estas y tomar desprevenidas a sus víctimas para asesinarlas, sus habilidades están conectadas totalmente con la oscuridad.
- Caroline: Cambiaformas con la habilidad de convertir su cuerpo en cualquier material con el que entre en contacto, además de poder utilizar su cabello como herramienta de combate.
- Mashira: Hombre lobo con gran agilidad y ferocidad que aumentan al transformarse en licántropo.
- Anciano Barbarois: Líder del clan de los Barbarois, una sociedad de monstruos mercenarios al servicio de la nobleza vampiro. Meier Link los contrata para enfrentar a D y a los hermanos Markus.

## Doblaje
| Personaje          | Actor                            | Actor                  | Actor                   |
| Personaje          | Seiyū                            | Doblaje inglés         | Doblaje castellano      |
| ------------------ | -------------------------------- | ---------------------- | ----------------------- |
| D                  | Hideyuki Tanaka (田中 秀幸?)     | Andy Philpot           | Oriol Rafel             |
| Mano izquierda     | Ichirō Nagai (永井 一郎?)        | Mike McShane           | Alberto Trifol          |
| Meier Link         | Kōichi Yamadera (山寺 宏?)       | John Rafter Lee        | Alex Messeguer          |
| Charlotte Elbourne | Emi Shinohara (篠原 恵美?)       | Wendee Lee             | Esther Solans           |
| Leila              | Megumi Hayashibara (林原めぐみ?) | Pamela Adlon           | Nuria Trifol            |
| Carmilla           | Beverly Maeda                    | Julia Fletcher         | Miriam Guilimany        |
| Borgoff            | Yūsaku Yara (屋良 有作?)         | Matt McKenzie          | Mark Ullod              |
| Nolt               | Ryūzaburō Ōtomo (大友 龍三郎?)   | John DiMaggio          | Jordi Ribes             |
| Kyle               | Hōchū Ōtsuka (大塚 芳忠?)        | Alex Fernández         | Pablo Sevilla           |
| Grove              | Toshihiko Seki (関 俊彦?)        | Jack Fletcher          | Josep María Mas         |
| Benge              | Keiji Fujiwara (藤原 啓治?)      | Dwight Schultz         | Eduard Itchart          |
| Caroline           | Yōko Sōmi (相見 よう子?)         | Mary Elizabeth McGlynn | María Pilar Quesada     |
| Mashira            | Rintarō Nishi (西 凜太朗?)       | John DiMaggio          | José Javier Serrano     |
| Anciano Barbarois  | Chikao Ōtsuka                    | Dwight Schultz         | Domenec Farell          |
| John Elbourne      | Motomu Kiyokawa (清川 元夢?)     | John DiMaggio          | Francisco Alborch       |
| Alan Elbourne      | Kōji Tsujitani (辻谷 耕史?)      | John DeMita            | José Javier Serrano     |
| Polk               | Takeshi Aono (青野 武?)          | John Hostetter         | Félix Benito            |
| Sheriff            | Rikiya Koyama (小山 力也?)       | John DiMaggio          | Alfonso Vallés          |
| Nieta de Leila     | Mika Kanai (金井 美香?)          | Debi Derryberry        | Desconocido             |
| Sacerdote          | Unshō Ishizuka (石塚 運昇?)      | John DeMita            | Alfonso García Zambrano |
| Madre de D         | Chiharu Suzuka                   | ?                      | María Pilar Quesada     |

## Recepción
En general esta cinta fue bien recibida tanto por el público como por la crítica. Los usuarios del portal AllMovie dieron a la cinta una calificación de cuatro (4) estrellas de cinco (5) y a su vez el portal le dio cinco (5) estrellas de cinco (5). En el portal FilmAffinity obtuvo siete (7) estrellas de diez (10) de un total de dos mil cuatrocientos ochenta y tres (2483) votos. El portal Internet Movie Database le da una calificación de 7,7 sobre 10. Los usuarios del portal Metacritic le dan una calificación de 7.8 de 10 y el portal la califica con una puntuación de 62 sobre 100. En el portal Rotten Tomatoes los usuarios le dieron un 86% de aprobación con una puntuación de 3.8 sobre 5; mientras el portal le da un 72% de aprobación a la cinta dándole un puntaje de 6.4 sobre 10.
Derek Elley de la revista Variety opina que «La película tiene una poesía visual que es refrescante.»